# LZ 26
Der Zeppelin LZ 26 war das 26. Luftschiff des Grafen Zeppelin und das fünfzehnte Luftschiff des deutschen Heeres.

## Geschichte
Die erste Fahrt von LZ 26 fand am 14. Dezember 1914 statt. Das Heer übernahm das Luftschiff unter der militärischen Kennung Z XII.
Wie bei jedem neuen Zeppelin wurden auch bei LZ 26 Verbesserungen und Neuerungen eingeführt. Die bisher offenen Gondeln der Zeppeline waren bei LZ 26 erstmals geschlossen und der Laufgang zwischen den Gondeln teilweise in den Schiffsrumpf verlegt.
Seit dem 8. März 1915 war das Luftschiff im französischen Maubeuge an der belgisch-französischen Grenze stationiert.
Am 17. März 1915 brach Z XII wegen starken Nebels und tiefhängenden Wolken einen Nachtangriff auf London ab und flog stattdessen Calais als Angriffsziel an. Erstmals wurde bei diesem Angriff ein Spähkorb eingesetzt, der dem Luftschiff ermöglichte, über den Wolken zu bleiben, während der Spähkorb bis zu 1000 Meter tiefer unter dem Schiff hing und der Beobachter im Korb unter der Wolkendecke per Telefon Fahr- und Bombenabwurfanweisungen geben konnte, das Luftschiff aber vom Gegner vom Boden aus nicht auszumachen war. Bei diesem Angriff wurde der Spähkorb von der Winde 800 Meter unter das Schiff heruntergelassen und mit gedrosselten Motoren Calais angefahren, um der Luftabwehr auch akustisch möglichst keinen Hinweis auf das Luftschiff zugeben. Die Luftabwehrgeschütze des Forts von Calais schossen, aber ungezielt, und auch die Suchscheinwerfer konnten durch die Wolkendecke den Zeppelin nicht finden. Bomben verschiedener Größe wurden auf militärische Ziele in Calais abgeworfen.
Ein zweiter Angriffsversuch bei Nacht von Z XII auf London scheiterte über der Nordsee an schwerstem Regen und so drehte das Schiff auf Dünkirchen ein und warf dort seine Bombenlast von eineinhalb Tonnen ab. Während des Angriffs wurde Z XII durch das Abwehrfeuer leicht beschädigt. Der Steuerbordpropeller wurde abgeschossen und eine Gaszelle erhielt ein kleines Leck. Auch einen dritten Angriff vom Kommandant Lehmann mit Z XII auf London gelang nicht. Lehmann erreichte zwar England, aber nicht London, und warf seine Bomben auf Harwich ab.
Bei einem zweiten Angriff auf Calais am 16. Mai 1915 warf Z XII 1,6 Tonnen Bomben auf Ziele in der Stadt.
Im Juli 1915 wurde der Zeppelin von der Westfront an die Ostfront nach Diwitten bei Allenstein verlegt und bombardierte von dort aus Eisenbahnknotenpunkte auf russischem Gebiet. Im Oktober 1915 überführte Lehmann Z XII nach Darmstadt. 1916 wurde das Luftschiff vom Frontdienst zurückgezogen am 8. August 1917 in Jüterbog abgewrackt.

## Ende von LZ 26/Z XII
Am 8. August 1917, bei der Einstellung der Heeresluftschiffahrt, wurde Z XII in Jüterbog abgerüstet. LZ 26 war in Bezug auf die abgeworfene Bombenlast von 20 Tonnen das erfolgreichste Luftschiff des Heeres.

## Technische Daten
- Traggasvolumen: 25.000 m³ Wasserstoff
- Länge: 161,0 m
- Durchmesser: 16,00 m
- Nutzlast: 12,2 t
- Antrieb: drei Maybach-Motoren von je 210 PS (154 kW)
- Geschwindigkeit: 22,5 m/s (81 km/h)

## Kommandanten (Auswahl)
- Ernst A. Lehmann: von Januar 1915 bis Oktober 1915
- Walther Bruns: von August 1916 bis Dezember 1916